# Microsoft Solitaire Collection
Microsoft Solitaire Collection — компьютерная игра, входящая в состав Windows 10 и представляющая собой набор пасьянсов. Этот набор заменяет пасьянсы «Косынка», «Паук» и «Свободная ячейка», которые были включены в предыдущие версии Windows, а также добавляет два новых: «Пирамида» и «Три пика». В отличие от игр, включённых в состав Windows 7 и более ранних версий, Microsoft Solitaire Collection является условно-бесплатной программой со встроенной рекламой; она также поддерживает интеграцию с Xbox Live. Внешний вид приложения напоминает начальный экран Windows 8, на котором пользователь имел доступ сразу ко множеству элементов.
По словам главного дизайнера Microsoft, изначально пасьянс был добавлен в Windows 3.0 ещё и для того, чтобы в игровой форме обучить пользователей работе с компьютерной мышью и объяснить, как перетаскивать файлы и папки. Таким образом, для демонстрации новых возможностей Windows 8 также было решено использовать пасьянс.
В отличие от своих предшественников, Microsoft Solitaire Collection загружает обновления из Microsoft Store и синхронизируется с серверами Microsoft, чтобы отслеживать достижения и предлагать новые ежедневные задания.

## Описание
Приложение, разработанное Xbox Game Studios и Arkadium, включает в себя Klondike (классический «Солитёр»), пасьянс «Паук», «Свободную ячейку», «Пирамиду», TriPeaks, а также ежедневные задания. Тема по умолчанию похожа на тему для карточных игр в Windows Vista и Windows 7, но другие темы отличаются. Кроме того, пользователи могут создавать собственные настроенные темы. Другие новые функции включают внутриигровую музыку, облачную синхронизацию и интеграцию с Xbox Live. Скрытое отладочное меню из классических карточных приложений больше не присутствует. Выпадающие меню были заменены универсальным меню «гамбургеров», а кнопки подсказки и отмены находятся в нижней части экрана (в Windows 8 вместо меню видимого «гамбургера» использовалась скрытая панель «чудо-кнопок» — Charms).
Когда игрок выигрывает игру, она будет произвольно выбирать анимацию карты на основе анимации из предыдущих версий карточных игр для Windows. Приложение имеет отдельную страницу для статистики по каждой из игр.
Microsoft Solitaire Collection впервые был доступен для скачивания в Windows 8. Несмотря на то, что игры с пасьянсами ранее входили в Windows бесплатно с 1990 года, они не были включены в Windows 8 или Windows 8.1 и удаляются при обновлении с предыдущих Windows. Вместо этого Microsoft выпустила приложение Microsoft Solitaire Collection, содержащее рекламу, которое пользователи могут загрузить из Microsoft Store. Как Metro-приложение, оно работало в полноэкранном или прикреплённом режиме из Windows 8, поэтому оно было разработано для работы в различных горизонтальных размерах, но всегда растягивалось вертикально по всему экрану.
Версия для Windows 10 была включена в инсайдерскую сборку 10061, чтобы отпраздновать 25-летие Microsoft Solitaire. Некоторые компоненты настройки не были включены после выпуска Windows 10 1507. Разработчики отметили, что задержка произошла из-за значительных изменений в коде, которые произошли во время разработки Windows 10. Версия для Windows 10 была разработана с динамическим масштабированием как по вертикали, так и по горизонтали. Макет главной страницы был перестроен так, чтобы использовать вертикальную прокрутку вместо горизонтальной.
Поскольку оригинальный пасьянс «Косынка» на самом деле был пасьянсом Klondike, но не использовал это название (защищённое авторским правом), некоторые пользователи не знали об этом. Команда Microsoft Casual Games получала частые отзывы «вернуть режим игры из Windows 7», хотя уже это сделали. Чтобы устранить путаницу и помочь пользователям найти игру, разработчики заменили «большого полярного медведя» на игровом поле на колоду из Klondike со словами «Classic Solitaire».
Microsoft Solitaire Collection был доступен для iOS и Android в августе 2016 года для бета-тестеров во «внутреннем круге» Microsoft Casual Games. Он был опубликован на этих платформах 23 ноября 2016 года. Большинство приложений Solitaire для iOS интегрированы с игровым центром Apple, но это приложение интегрировано исключительно в экосистему Microsoft. Поскольку эти версии интегрируются непосредственно с облачным сервисом, нет необходимости иметь приложение Xbox, установленное на устройстве iOS или Android, чтобы синхронизировать данные и достижения.
В тот же день в бюллетене новостей, запущенном из приложения в веб-браузер, было анонсировано, что функция «События» станет общедоступной в декабре 2016 года.

## Рекламные споры
5 основных режимов игры содержат объявления, отображаемые в конце каждой игры, и есть новые функции, добавленные в Windows 8 (Daily Challenges и Star Club), где пользователи будут видеть видео-объявления примерно каждые 15 минут, но только между играми. Пользователи могут дополнительно заплатить 1,49 $ в месяц или 10 $ за год, чтобы получить премиум-версию игры, которая удаляет все рекламные объявления, даёт двойные монеты для завершения ежедневных заданий и дает некоторые бонусы в основных режимах игры TriPeaks и «Пирамида». Пользователи, загрузившие приложение для iOS или Android с 23 ноября по 31 декабря 2016 года, получили месяц премиум-подписки.
Портал Gizmodo охарактеризовал изменения как способ «вытрясти деньги» из пользователей, отмечая, что «то, что раньше приходило на ваш компьютер бесплатно, теперь испорчено платной рекламой».. В журнале PC Gamer отмечалось: «В объявлениях речь идет не о небольших баннерах, которые появляются в нижней части экрана во время игры. Они занимают весь экран окна Solitaire, некоторые на 15 секунд, а некоторые — на 30 секунд, и, хотя они, похоже, появляются не очень часто … их нельзя отменить». The Telegraph писала, что пользователи в «неверии», что им придется платить, чтобы играть в игру «без прерываний множеством объявлений». В Rock, Paper, Shotgun заявили, что эти изменения являются «особенно душераздирающими признаками того времени» и что некоторые пользователи считают это «глубоко зловещим», что «большая корпорация собирает и хранит огромное количество данных по вашим компьютерным привычкам, а не просто то, что вы делаете в браузере».
Также в приложении есть ссылки для воспроизведения или загрузки других игр под брендом Microsoft, включая Microsoft Mahjong и Microsoft Minesweeper.